# Anaxarco

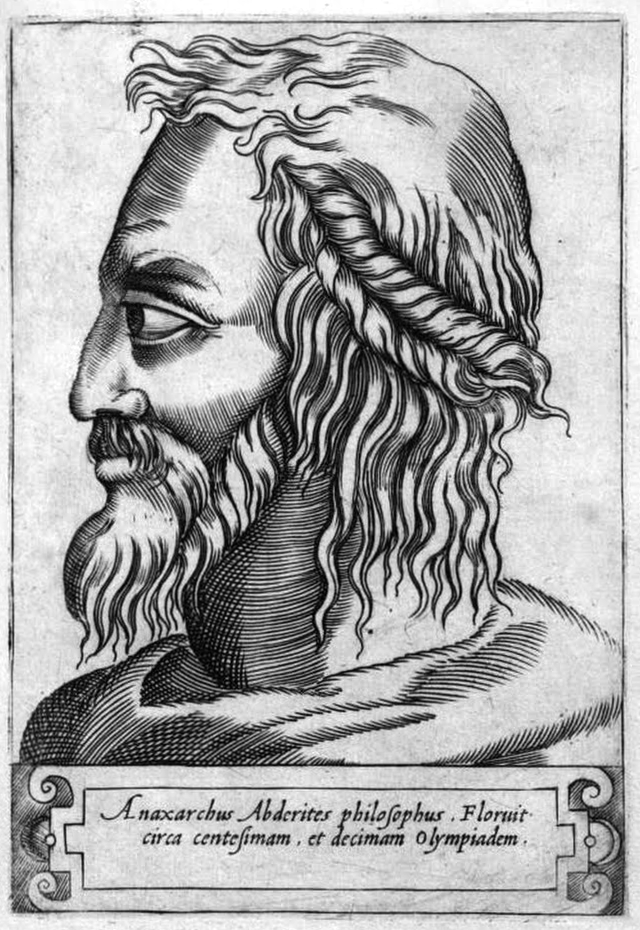
Grabado imaginado de Anaxarco de Abdera, del libro Illustrium philosophorum et sapientum effigies ab eorum numistatibus extractae, de Girolamo Olgiati, 1580.

Anaxarco, (gr. Ἀνάξαρχος) fue un filósofo griego del siglo IV a. C. en Abdera. Junto con su aprendiz Pirrón, formó parte del séquito de Alejandro Magno, del que fue amigo personal. Por su frescura y entereza, se le conoció como el Eudaimónico.

## Biografía
Tuvo por maestros a Diógenes de Esmirna y a Metrodoro de Quíos, y, como ellos, siguió la escuela atomista y escéptica de Demócrito, doctrina que llevó hasta su última consecuencia en el orden físico y en el moral. Se convirtió en amigo y consejero de Alejandro Magno, a quien siguió en su expedición a Asia. Le acompañó en esto su aprendiz, Pirrón de Elis, al que enseñó a mantener la indiferencia ante las circunstancias exteriores, convirtiéndose con ello en el antecedente directo de todo el pensamiento escéptico.
La biografía y personalidad de Anaxarco no se conocen con certeza, ya que sólo se conservan de él anécdotas de carácter filosófico, quizá de dudosa historicidad, que a menudo le presentan como una figura contradictoria. Su papel en la corte de Alejandro, cuya amistad le brindaba la posibilidad de hablar con franqueza frente a todo rango o jerarquía, parece haber sido a la vez el de un adulador y un contestatario. Por un lado se mofó de las comparaciones que Alejandro hacía entre él mismo y los dioses, contándose en particular una ocasión en la que, al oír tronar sobre el palacio, Anaxarco preguntó a Alejandro si él podía lanzar truenos como Zeus, a lo que el macedonio rio y respondió que se abstendría de hacerlo para no asustar a los demás cortesanos. En cambio, animó a Calístenes y otros detractores a adorar a Alejandro mientras vivía, ya que predijo que también lo harían cuando muriese, y aseguraba a Alejandro que no existía más justicia que la que él como rey decretase.
Durante una cena con Alejandro y su séquito en Tiro en 331 a. C., Anaxarco preguntó humorísticamente por qué se les servía pescado (kephalos) y no cabezas cortadas (kephale) de tiranos, lo que ofendió a uno de los invitados, Nicocreón, tirano de Chipre, quien se volvió su enemigo personal.
Tras el retorno de la expedición de la India, Pirrón, se distanció de Anaxarco, prefiriendo acercarse al pensamiento de los filósofos indios de la corte, que no veían con buenos ojos a Anaxarco y su intensa vida social. En una ocasión, al ver a Anaxarco tropezar y caer en un pantano, Pirrón pasó de largo en lugar de socorrerle, lo que ofendió a varios presentes, pero no al propio Anaxarco, que en vez de eso lo elogió por su adherencia a la doctrina de la impasibilidad que él mismo le había enseñado.
A su vuelta a Grecia tras la muerte de Alejandro, Anaxarco intentó no pasar por los dominios de Nicocreón, pero un naufragio le hizo recalar en Chipre y le puso en manos de su enemigo, que le ordenó dar muerte machacándole con mazas de hierro en un gran mortero. Anaxarco encaró su muerte con entereza, burlándose de sus verdugos en medio del dolor con la frase: «machaca el envoltorio de Anaxarco, que a Anaxarco no lo machacas». Según una versión, cuando Nicocreón amenazó con cortarle la lengua, el propio Anaxarco se la cortó a sí mismo de un mordisco y se la escupió al tirano a la cara (lo mismo que se atribuye a veces a Zenón de Elea). Esto le convirtió en un ejemplo del autodominio del sabio para el pensamiento posterior.

## Filosofía
Existen dudas sobre el corpus filosófico de Anaxarco, ya que sus obras no se han conservado, y de sus postulados, al igual que de su vida, no se conocen más que fragmentos y anécdotas. Por su generalidad, sin embargo, parece ocupar un lugar intermedio entre el atomismo de Demócrito, maestro de su maestro, y el escepticismo de Pirrón, su propio aprendiz, siendo Anaxarco mismo un escéptico primitivo similar a Demócrito o Jenófanes. Sin embargo, también comparte rasgos éticos con escuelas tan variadas como el cinismo y el cirenaísmo.
Anaxarco mantiene que la percepción humana no se corresponde con la realidad, y que todo lo que el hombre percibe en el mundo puede ser falso y engañoso, en nada diferente del teatro, los sueños o la locura. Su escepticismo, no obstante, es pragmático: enfrentado a la incertidumbre de la existencia, afirma que el único fin posible en la vida es la búsqueda de la felicidad o eudaimonía, para lo cual es necesario cultivar la indiferencia a las perturbaciones o adiaforía, no habiendo precisamente mayor perturbación que el intento vano de dilucidar lo verdadero o falso a través de los sentidos. El escepticismo anaxárquico justifica la felicidad y no el bien como guía de conducta al comprender que, al ser imposible determinar si una acción es buena o mala, tampoco es posible perseguir el bien en sí mismo.
Un fragmento de una de sus obras, Sobre el reinado (Peri baseleias), estipula que la amplitud de conocimientos puede ser tanto beneficiosa como perjudicial, y estipula que el saber qué decir y cuándo decirlo es lo que verdaderamente demarca al sabio. El cuerpo general de este tratado podría haber sido la apuntalación de la autoridad de gobernantes como Alejandro. A diferencia de Pirrón o a las escuelas helenísticas a las que preceden, Anaxarco no huía de los lujos ni de la pompa alejandrina, lo que le valió la censura de muchos.
Compartía con Metrodoro la doctrina atomista de la multiplicidad de mundos.